# خی خرچنگ
خی خرچنگ یک ستاره است که در صورت فلکی خرچنگ قرار دارد.